# Кане (Од)
Кане (фр. Canet) насеље је и општина у јужној Француској у региону Лангдок-Русијон, у департману Од која припада префектури Нарбон.
По подацима из 2011. године у општини је живело 1461 становника, а густина насељености је износила 104,06 становника/km². Општина се простире на површини од 14,04 km². Налази се на средњој надморској висини од 30 метара (максималној 37 m, а минималној 18 m).

## Демографија
| 1962. | 1968. | 1975. | 1982. | 1990. | 1999. | 2011. |
| ----- | ----- | ----- | ----- | ----- | ----- | ----- |
| 1.029 | 1.030 | 910   | 837   | 939   | 1.072 | 1.461 |

График промене броја становника у току последњих година